# Distretto di Moche
Il distretto di  Moche è uno degli undici distretti della provincia di Trujillo, in Perù. Si trova nella regione di La Libertad e si estende su una superficie di  25,25 chilometri quadrati.